# 富樫昌家
富樫 昌家（とがし まさいえ）は、南北朝時代の武将・守護大名。富樫氏12代当主。加賀国守護。
富樫氏11代当主・富樫氏春の長男として誕生。
父氏春が病死すると、その後継として加賀守護を継いだが幼少であったために一族の富樫用家の補佐を受けた。古典『太平記』によると、竹童丸が幼少であることに乗じて近江国の佐々木道誉が婚姻関係のある斯波氏に加賀の守護職を奪わせることを画策し、細川清氏によって阻止されたとある。
正平21年/貞治5年（1366年）に元服し、昌家と名乗る。元服後は加賀の経営を守護代・英田四郎次郎に一任し、上洛して2代将軍・足利義詮やその子・義満に仕えた。正平24年/応安2年（1369年）、反幕府勢力の桃井直和が越中国で挙兵すると、昌家は幕命を受けて吉見氏頼と共に鎮圧に当たった。応安3年（1370年）の長沢の戦いでは、越中守護の斯波義将と協力して桃井直和を戦死させる大勝利を得ている。
1370年代になると、幕府内部では細川頼之派と斯波義将派の抗争が激化したが、その中で昌家は家督相続時の一件もあり細川派に属していたようである。天授5年/永和5年/康暦元年（1379年）に義将派によるクーデターが起こり頼之が追放されると（康暦の政変）、昌家も討伐されるという噂が流れた。実際これ以上兵乱が起きることはなく、昌家も失脚は免れたようだが、この一件により幕府の要職が斯波派に改められたこともあって、昌家の幕府内における立場も微妙なものとなっていった。
元中4年/嘉慶元年（1387年）、死去。死後、弟・満家が後継となったが、昌家の死に乗じて管領・斯波義将が加賀の守護職を剥奪し、弟の義種に与えてしまった。以降約30年間、加賀は富樫氏の手から離れることとなった。
昌家の子・詮親は足利義詮から偏諱を受けて以来、幕府の信任を受けていたが、元中8年/明徳2年（1391年）の明徳の乱に乗じて幕府に反抗して滅ぼされたため、以降の富樫氏の嫡流は弟・満家の系統に移った。